# Télétoxie
La télétoxie, appelée parfois phytotoxicité, est la capacité allélopathique d'une espèce de plante de produire par ses racines des éléments phytotoxiques afin d'inhiber, limiter, ou empêcher la germination ou la croissance d'autres plantes plus ou moins proches. De bons exemples sont le chiendent rampant, le romarin, la bruyère multiflore, le mimosa, l'eucalyptus ou la Piloselle, cette dernière émettant dans la rhizosphère des acides organiques de la famille des phénols (acide caféique et acide chlorogénique) qui ont un pouvoir antibactérien, fongicide et herbicide.